# Саміт Північна Корея — США (2018)

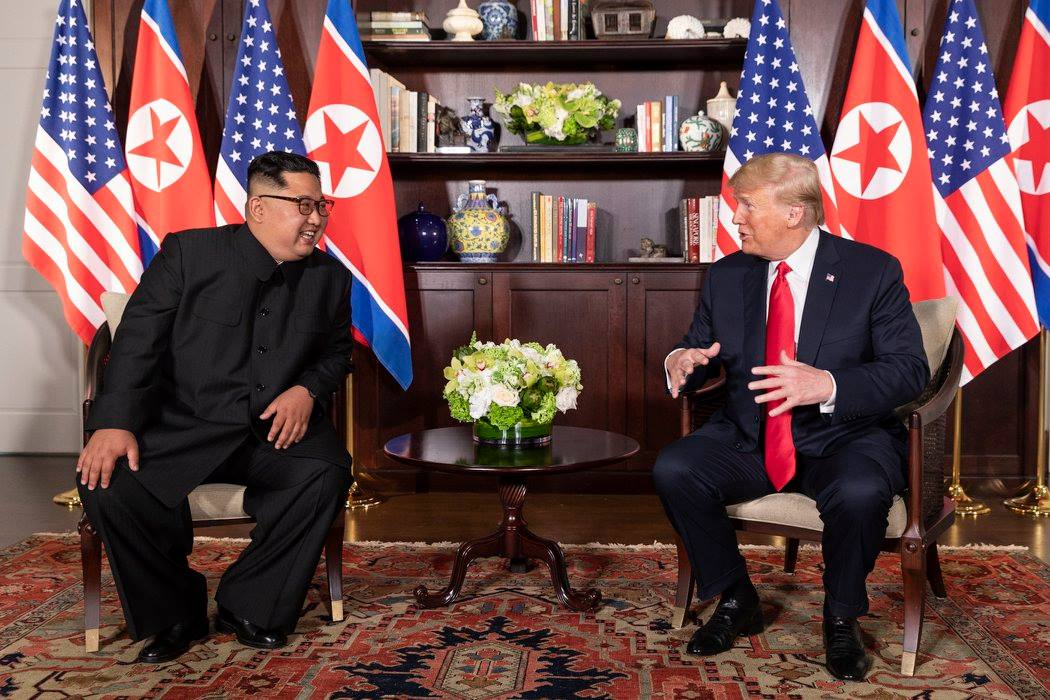
Трамп і Кім під час зустрічі у Сінгапурі

Саміт КНДР — США 2018 року — перша в історії зустріч на вищому рівні глав КНДР і США

## Перебіг подій
Голова КНДР Кім Чен Ин і президент США Дональд Трамп зустрілися 12 червня 2018 року в Сінгапурі. 24 травня Трамп заявив, що відмовляється від зустрічі з лідером КНДР в Сінгапурі. Однак уже наступного дня розповів, що ведуться перспективні переговори про проведення саміту.
Команда Білого дому вилетіла до Сінгапуру для підготовки саміту з КНДР.
Делегація КНДР 28 травня попрямувала до Сінгапуру для обговорення підготовки переговорів.
1 червня Дональд Трамп заявив, що запланована зустріч з Кім Чен Ином в Сінгапурі 12 червня все-таки відбудеться.
10 червня Кім Чен Ин прибув до Сінгапуру для зустрічі з Дональдом Трампом.
10 червня Дональд Трамп так само прибув до Сінгапуру для переговорів з Кім Чен Ином.
Саміт відбувся 12 червня, лідери КНДР і США вперше провели прямі переговори.
В результаті саміту в Сінгапурі підписано декларацію, яка підтверджує наміри будувати «нові відносини» між КНДР і США для сприяння миру, процвітання і безпеки на Корейському півострові. За декларацією Панмунджома від 27 квітня 2018 року, КНДР зобов'язується рухатися в напрямку повної денуклеаризації Корейського півострова.

## Реакція

### Україна
Президент України привітав історичну зустріч: «Вітаю результати історичної зустрічі президента США з лідером КНДР у Сингапурі. Завдяки рішучому лідерству Президента Трампа шлях до встановлення миру на Корейському півострові нині вже не є таким неможливим.» Але пізніше додав: «Сподіваюсь, що безпекові гарантії з боку США у зв'язку з денуклеаризацією півострову врахують недоліки Будапештського меморандуму щодо безпекових гарантій Україні.» (Як відомо, США, Велика Британія та РФ, відповідно до Будапештського меморандуму гарантували для Білорусі, Казахстану та України на заміну ядерного роззброєння «поважати незалежність, суверенітет та існуючі кордони України», але у 2014 році Україна втратила частину своєї території).